# St. George, Maine
St. George är en kommun i Knox County i delstaten Maine, USA.